# Tegoabe
Tegoabe ist eine osttimoresische Aldeia im Suco Colimau (Verwaltungsamt Bobonaro, Gemeinde Bobonaro). 2015 lebten in der Aldeia 52 Menschen.

## Geographie
Tegoabe liegt im Nordwesten des Sucos Colimau. Südöstlich befindet sich die Aldeia Beamoas und nördlich die Aldeia Atublogo. Im Südwesten grenzt Tegoabe an den Suco Maliubu. Durch den Westen führt die Überlandstraße von Maliana nach Atsabe. An ihr liegt der Ort Tegoabe. Hier befindet sich auch der Sitz des Sucos Colimau.

## Politik
2023 wurde Cornelio de Araújo zum Chefe de Aldeia gewählt.